# Gonzalo Aguirre
Gonzalo Aguirre Ramírez (* 25. Januar 1940 in Montevideo; † 27. April 2021) war ein uruguayischer Politiker, Rechtsanwalt und Journalist. Vom 1. März 1990 bis 1. März 1995 amtierte er als Vizepräsident unter Präsident Luis Alberto Lacalle.
Aguirre studierte Jura und wurde ein bekannter Rechtsanwalt für Verfassungsrecht. In den Wahlen von 1984, welche die Militärherrschaft in Uruguay beendeten, kandidierte er für seine Partei Por la Patria um das Vizepräsidentenamt. Seine Partei verlor jedoch unter ihrem Präsidentschaftskandidaten Alberto Zumarán gegen die Partido Colorado mit ihrem Spitzenkandidaten Julio María Sanguinetti. Dennoch wurde Aguirre Senator für seine Partei.
1987 trennte Aguirre sich von seiner Partei und gründete selbst eine Partei, die Renovación y Victoria. 1988 ging die Renovación y Victoria eine Koalition mit der Partido Nacional ein und Aguirre wurde zum zweiten Mal Kandidat für das Amt des Vizepräsidenten. In den Wahlen vom November 1989 gewann die Partido Nacional und Aguirre wurde Vizepräsident.
1993 verließ die Renovación y Victoria die Koalition, obwohl Aguirre weiterhin Vizepräsident blieb. In den Vorwahlen von 1994 unterstützte Aguirre die Kandidatur seines Cousins Juan Andrés Ramírez, der jedoch gegen den Amtsinhaber Lacalle verlor; bei den Wahlen 1999 war er erfolglos Kandidat für den Senat.
In den darauffolgenden Jahren zog sich Aguirre von der aktiven Politik zurück; seine Partei Renovación y Victoria hörte nach 1999 praktisch auf zu existieren. In den Vorwahlen 2004 unterstützte er die Kandidatur von Jorge Larrañaga, der schließlich Präsidentschaftskandidat für die Partido Nacional wurde, aber die Wahl gegen Tabaré Vázquez und die Frente Amplio verlor.
Aguirre arbeitete danach immer noch als Anwalt und war lange Jahre ein bekannter Kolumnist für die Zeitung El Pais.
| Personendaten    | Personendaten                                                       |
| ---------------- | ------------------------------------------------------------------- |
| NAME             | Aguirre, Gonzalo                                                    |
| ALTERNATIVNAMEN  | Aguirre Ramírez, Gonzalo                                            |
| KURZBESCHREIBUNG | uruguayischer Rechtsanwalt, Journalist, Politiker und Vizepräsident |
| GEBURTSDATUM     | 25. Januar 1940                                                     |
| GEBURTSORT       | Montevideo                                                          |
| STERBEDATUM      | 27. April 2021                                                      |